# Wangi (Białoruś)
Wangi (biał. Вангі, Wanhi; ros. Ванги, Wangi) – wieś na Białorusi, w obwodzie grodzieńskim, w rejonie lidzkim, w sielsowiecie Bielica.

## Historia
W dwudziestoleciu międzywojennym leżały w Polsce, w województwie nowogródzkim, w powiecie lidzkim, w gminie Bielica. W 1921 miejscowość liczyła 277 mieszkańców, zamieszkałych w 55 budynkach, w tym 174 Białorusinów i 103 Polaków. 217 mieszkańców było wyznania rzymskokatolickiego i 60 prawosławnego.
Po II wojnie światowej w granicach Związku Sowieckiego. Od 1991 w niepodległej Białorusi.